# Miriam McDonald
Miriam Katherine McDonald (Oakville, 26 luglio 1987) è un'attrice e ballerina canadese.

## Carriera
McDonald viene presa per interpretare un ruolo nella serie System Crash, nel 1999.
McDonald, trovato un posto come voice-over, nel 2001 venne presa come doppiatrice nel cartone animato Ripping Friends
Nel 2001, è stata lanciata come Emma Nelson in Degrassi: The Next Generation.
Nel 2004, ha interpretato Dawn Gensler nella serie She's Too Young.
Nel 2008, ha interpretato "Daisy" in Poison Ivy 4: Secret Society.
È nota in Italia per il personaggio di Emma Nelson nella serie televisiva Degrassi: The Next Generation.

## Filmografia

### Cinema
- Wolves, regia di David Hayter (2014)

### Televisione
- Degrassi: The Next Generation – serie TV, 140 episodi (2001–2010)
- Blue Murder – serie TV, episodio 4x05 (2004)
- Naturalmente Sadie! (Naturally, Sadie) – serie TV, episodio 2x25 (2007)
- Il diario del diavolo (Devil's Diary), regia di Farhad Mann – film TV (2007)
- Poison Ivy: La società segreta (Poison Ivy: The Secret Society), regia di Jason Hreno – film TV (2008)
- XIII (XIII: The Series) – serie TV, episodio 2x06 (2012)
- Lost Girl – serie TV, episodi 3x05–3x11 (2013)
- Orphan Black – serie TV, episodio 1x05 (2013)
- Degrassi: Next Class – serie TV, episodio 2x05 (2016)
- Il Natale di Grace (A Veteran's Christmas), regia di Mark Jean - film TV (2018)